# Babysitting
Babysitting è un film del 2014 diretto da Nicolas Benamou e Philippe Lacheau.

## Trama
Senza baby sitter per il fine settimana, Marc Schaudel affida suo figlio Rémi a Franck, un suo dipendente, tipo all'apparenza serio. Franck è un trentenne che sogna di diventare fumettista mentre Rémi è un ragazzino ribelle in collera col padre. Il mattino dopo, Marc e sua moglie Claire sono svegliati da una telefonata della polizia che li informa che Remy e Franck sono spariti. Rientrati, troveranno la casa a soqquadro. Nel frattempo la polizia ritrova una videocamera il cui filmato rivela ai genitori cosa è successo durante la serata precedente.

## Produzione
La pellicola è stata prodotta dalla collaborazione tra la Axel Films, la Madame Films, la Cinéfrance 1888, e la Good Lap Production. La Film Factory si è occupata invece della post-produzione. Le scene sono state girate interamente in Francia, principalmente a Yvelines.

## Distribuzione
Il film è stato distribuito in diversi paesi con date e titoli differenti:
- Francia 16 gennaio 2014 (Alpe d'Huez Festival) Babysitting
- Belgio 16 aprile 2014
- Francia 16 aprile 2014
- USA 27 aprile 2014 (COLCOA Film Festival, Los Angeles)
- Italia 3 luglio 2014 Babysitting - Una notte che spacca
- Paesi Bassi 9 settembre 2014 (DVD premiere)
- Ungheria 16 ottobre 2014 Babysitting - A felvigyázó
- Azerbaigian 20 novembre 2014
- Spagna 1º gennaio 2015 Se nos fue de las manos
- Taiwan 2 gennaio 2015
- Romania 10 aprile 2015  Babysitting Cu Surprize
- Germania 4 giugno 2015 (DVD premiere) Project: Babysitting
- Portogallo 30 luglio 2015 Babysitting - Loucura Fora de Horas
- Svezia 2 novembre 2015 (DVD premiere) Fyllefesten
- Israele 31 dicembre 2015 Babysitting
- Danimarca Drukfesten
- Russia Superнянь
- Turchia Bakicinin Böylesi

## Riconoscimenti
- Audience Award[5]
  - Audience Award per Philippe Lacheau e Nicolas Benamou
- Special Jury Award
  - Miglior lungometraggio per Philippe Lacheau e Nicolas Benamou

## Sequel
Nel 2015 è stato prodotto un sequel, intitolato  Babysitting 2. Il film, uscito nelle sale cinematografiche francesi il 2 dicembre dello stesso anno, è stato ambientato in Brasile; sono presenti la maggior parte degli attori del primo film (ad esclusione di Enzo Tomasini, interprete di Rémy) con l'aggiunta di Christian Clavier nei panni del papà di Sonia.

## Remake
Il 19 Ottobre 2016 è uscito il film  I Babysitter, il remake diretto da Giovanni Bognetti.